# Covoada
Covoada é uma freguesia portuguesa do município de Ponta Delgada, na ilha de São Miguel, Região Autónoma dos Açores, com 9,92 km² de área e 1223 habitantes (censo de 2021). A sua densidade populacional é 123,3 hab./km².
O orago da freguesia é Nossa Senhora da Ajuda, que se festeja no último domingo de agosto de cada ano com uma procissão e arraial popular.
Foi criada a 15 de setembro de 1980, em território que anteriormente integrava a freguesia de Relva, pelo Decreto Regional nº 24/A/80, de 15/09/1980.
Figura ainda na freguesia uma Ermida de culto a Nossa Senhora da Graça, um núclo museológico e uma escola básica do 1º ciclo; obras levadas a cabo entre os anos de 1998 e 2001.
Destaca-se, igualmente, o salão de espectáculos pertença da Liga de Amigos de Covoada.

## Demografia
A população registada nos censos foi:
| Distribuição da População por Grupos Etários | Distribuição da População por Grupos Etários | Distribuição da População por Grupos Etários | Distribuição da População por Grupos Etários | Distribuição da População por Grupos Etários |
| -------------------------------------------- | -------------------------------------------- | -------------------------------------------- | -------------------------------------------- | -------------------------------------------- |
| Ano                                          | 0-14 Anos                                    | 15-24 Anos                                   | 25-64 Anos                                   | > 65 Anos                                    |
| 2001                                         | 351                                          | 210                                          | 584                                          | 114                                          |
| 2011                                         | 278                                          | 236                                          | 708                                          | 119                                          |
| 2021                                         | 172                                          | 171                                          | 734                                          | 146                                          |

## Freguesias próximas
- Capelas, norte
- Arrifes, este e nordeste
- Relva, oeste e sudoeste

## Cultura
- Núcleo Museológico da Covoada - é um museu agrícola inaugurado a 2 de Dezembro de 2001.  O acervo, apresentado numa sala única com cerca de 111m2, integrava uma colecção de utensílios agrícolas e industriais, herança de lavradores e produtores de lacticínios, actividade que caracteriza a Covoada. Encontra-se encerrado, funcionando um Posto de Turismo local nas suas instalações. [5]